# Napotrephes africana
Napotrephes africana är en insektsart som först beskrevs av Carl Stål 1855.  Napotrephes africana ingår i släktet Napotrephes och familjen spottstritar. Inga underarter finns listade i Catalogue of Life.